# شيريدان (وايومنغ)
شيريدان (بالإنجليزية: Sheridan, Wyoming)‏ هي مدينة تقع في الولايات المتحدة في مقاطعة شيريدان، وايومنغ. يقدر عدد سكانها بـ 17,444 نسمة ومساحتها 28.36 كم2 وترتفع عن سطح البحر 1,141 متر.

## التركيبة السكانية
قام مكتب تعداد الولايات المتحدة بتحديد بيانات التركيبة السكانية لشيريدان في تعداد الولايات المتحدة. في ما يلي، التركيبة السكانية حسب تعدادي 2000 و2010.

### تعداد عام 2000
بلغ عدد سكان شيريدان 15,804 نسمة بحسب تعداد عام 2000، وبلغ عدد الأسر 7,005 أسرة وعدد العائلات 4,062 عائلة مقيمة في المدينة. في حين سجلت الكثافة السكانية 1,862.4 نسمة لكل ميل مربع (719.1/كم2). وبلغ عدد الوحدات السكنية 7,413 وحدة بمتوسط كثافة قدره 873.6 نسمة لكل ميل مربع (337.3/كم2).
وتوزع التركيب العرقي للمدينة بنسبة 95.93% من البيض و 0.97% من الأمريكيين الأصليين و 0.46% من الأمريكيين ذوي الأصول الآسيوية و 0.20% من سكان جزر المحيط الهادئ و 0.22% من الأمريكيين الأفارقة و 1.37% من عرقين مختلطين أو أكثر.
بلغ عدد الأسر 7,005 أسرة كانت نسبة 26.7% منها لديها أطفال تحت سن الثامنة عشر تعيش معهم، وبلغت نسبة الأزواج القاطنين مع بعضهم البعض 45.0% من أصل المجموع الكلي للأسر، ونسبة 9.7% من الأسر كان لديها معيلات من الإناث دون وجود شريك، وكانت نسبة 42.0% من غير العائلات. تألفت نسبة 35.8% من أصل جميع الأسر من أفراد ونسبة 14.8% كانوا يعيش معهم شخص وحيد يبلغ من العمر 65 عاماً فما فوق. وبلغ متوسط حجم الأسرة المعيشية 2.88، أما متوسط حجم العائلات فبلغ 2.21.
بلغ العمر الوسطي للسكان 39 عاماً. وكانت نسبة 23.1% من القاطنين تحت سن الثامنة عشر، وكانت نسبة 9.5% بين الثامنة عشر والأربعة وعشرون عاماً، ونسبة 26.3% كانت واقعةً في الفئة العمرية ما بين الخامسة والعشرون حتى والأربعة وأربعون عاماً، ونسبة 24.2% كانت ما بين الخامسة والأربعون حتى الرابعة والستون، ونسبة 16.9% كانت ضمن فئة الخامسة والستون عاماً فما فوق. يوجد لكل 100 أنثى 92.7 ذكر، ويوجد لكل 100 أنثى في الثامنة عشر من عمرها فما فوق 89.0 ذكر.
بلغ متوسط دخل الأسرة في المدينة 31,420 دولار، أما متوسط دخل العائلة فبلغ 40,106 دولار. وكان متوسط دخل الذكور 30,829 دولار مقابل 19,783 دولار للإناث. وسجل دخل الفرد الخاص بالمدينة 18,500 دولار. وكانت نسبة 8.6% من العائلات ونسبة 11.2% من السكان تحت خط الفقر، وكان من هؤلاء نسبة 16.1% تحت سن الثامنة عشر ونسبة 6.5% في الخامسة والستين من العمر وما فوق.

### تعداد عام 2010
بلغ عدد سكان شيريدان 17,444 نسمة بحسب تعداد عام 2010، وبلغ عدد الأسر 7,680 أسرة وعدد العائلات 4,296 عائلة مقيمة في المدينة. في حين سجلت الكثافة السكانية 1,596.0 نسمة لكل ميل مربع (616.2/كم2). وبلغ عدد الوحدات السكنية 8,253 وحدة بمتوسط كثافة قدره 755.1 لكل ميل مربع (291.5/كم2).
وتوزع التركيب العرقي للمدينة بنسبة 94.9% من البيض و 1.0% من الأمريكيين الأصليين و 0.9% من الأمريكيين ذوي الأصول الآسيوية و 0.1% من سكان جزر المحيط الهادئ و 0.4% من الأمريكيين الأفارقة و 1.8% من عرقين مختلطين أو أكثر.
بلغ عدد الأسر 7,680 أسرة كانت نسبة 26.9% منها لديها أطفال تحت سن الثامنة عشر تعيش معهم، وبلغت نسبة الأزواج القاطنين مع بعضهم البعض 42.0% من أصل المجموع الكلي للأسر، ونسبة 9.6% من الأسر كان لديها معيلات من الإناث دون وجود شريك، بينما كانت نسبة 4.3% من الأسر لديها معيلون من الذكور دون وجود شريكة وكانت نسبة 44.1% من غير العائلات. تألفت نسبة 36.9% من أصل جميع الأسر من أفراد ونسبة 13.7% كانوا يعيش معهم شخص وحيد يبلغ من العمر 65 عاماً فما فوق. وبلغ متوسط حجم الأسرة المعيشية 2.86، أما متوسط حجم العائلات فبلغ 2.17.
بلغ العمر الوسطي للسكان 39.2 عاماً. وكانت نسبة 22% من القاطنين تحت سن الثامنة عشر، وكانت نسبة 9.7% بين الثامنة عشر والأربعة وعشرون عاماً، ونسبة 25% كانت واقعةً في الفئة العمرية ما بين الخامسة والعشرون حتى والأربعة وأربعون عاماً، ونسبة 27.5% كانت ما بين الخامسة والأربعون حتى الرابعة والستون، ونسبة 15.8% كانت ضمن فئة الخامسة والستون عاماً فما فوق. وتوزع التركيب الجنسي للسكان بنسبة 49.6% ذكور و50.4% إناث.